# Dendrochilum acuiferum
Dendrochilum acuiferum är en orkidéart som beskrevs av Cedric Errol Carr. Dendrochilum acuiferum ingår i släktet Dendrochilum och familjen orkidéer. Inga underarter finns listade i Catalogue of Life.